# بين ويلسون (لاعب كرة قدم أمريكية)
بين ويلسون (بالإنجليزية: Ben Wilson) هو لاعب كرة قدم أمريكية أمريكي، ولد في 9 مارس 1939 في هيوستن في الولايات المتحدة.

## وصلات خارجية
- بين ويلسون على موقع مرجع كرة القدم المحترفة.كوم (الإنجليزية)